# Вена (река)
Вена — река в Австрии, протекает по Нижней Австрии и одноимённому городу. Впадает в Дунай. Длина реки составляет 34 км, из них нижние по течению 15 км находятся в границах города. Бассейн Вены составляет 221 км² и включает часть города и Венского Леса.
Исток Вены расположен в западной части Венского леса. В верхнем течении расположено водохранилище Винервальдзе. Река впадает в Донауканал (рукав Дуная) в восточной части центра города, возле «Урании» — образовательного центра и обсерватории.
В пределах города русло реки выложено почти исключительно камнем и бетонными плитами. Современный облик русло реки получило после работ по его укреплению, которые были проведены с 1895 по 1899 г. с целью прекратить разрушительные наводнения, иногда сопровождавшиеся вспышками холеры.
Расход воды в реке Вене подвержен огромным перепадам. В основной части её бассейна в Венском лесу под почвой находится песчаник. При сильном дожде большое количество воды проникает в почву и, почти не впитываясь, попадает в реку. Кроме того, у реки весьма большой уклон. В результате, расход в реке быстро меняется от 200 литров в секунду (как у ручья) до сотен тысяч литров. Во время самых сильных ливней, а также весеннего таяния снега, он может достигать 450 000 литров в секунду, увеличиваясь в 2000 и больше раз по сравнению с обычным.
В 1898—1901 годах часть русла реки использовалась при строительстве Венской городской железной дороги Wiental-Donaukanal (WD). Во второй половине 70-х гг. XX-го века городская железная дорога была модернизирована и стала частью линии U4 венского метрополитена. Пути, по которым ходят поезда, проложены в правой части русла и отгорожены от воды высокой каменной стеной.
На западе городской части реки, от Auhof до Kennedybrücke (станция метро Hietzing), по дну русла также проложена специальная прогулочная дорожка для пешеходов и велосипедистов — Wienfluss-Radweg. В связи с мерами предосторожности, дорожка открыта для посещения только в светлое время суток и при отсутствии угрозы повышения уровня воды в реке.